# Nemzeti Bajnokság I 2021-22
La Nemzeti Bajnokság I 2021-22 es la 120.ª temporada de la Primera División de Hungría. El nombre oficial de la liga es OTP Bank Liga por razones de patrocinio. La temporada comenzó el 30 de julio de 2021 y finalizó el 8 de mayo de 2022. El club Ferencvaros de la ciudad de Budapest fue el campeón defensor, que a final de temporada se consagró campeón por cuarta vez consecutiva.

## Sistema de competición
Los doce equipos participantes jugaran entre sí todos contra todos tres veces totalizando 33 partidos cada uno, al término de la jornada 33 el primer clasificado se coronara campeón y obtendrá un cupo para la Primera ronda de la Liga de Campeones 2022-23, el segundo y tercer clasificado obtendrán un cupo para la Primera ronda de la Liga Europa Conferencia 2022-23 y los dos últimos clasificados descenderán a la Nemzeti Bajnokság II 2022-23.
Un tercer cupo para la Primera ronda de la Liga de Conferencia Europa 2021-22 será asignado al campeón de la Copa de Hungría 2021-22.

## Ascensos y descensos
| Pos. | Descendidos de la Nemzeti Bajnokság I 2020-21 |
| ---- | --------------------------------------------- |
| 11.º | Diósgyőr                                      |
| 12.º | Budafok                                       |

| Pos. | Ascendidos de la Nemzeti Bajnokság II 2020-21 |
| ---- | --------------------------------------------- |
| 1.º  | Debreceni                                     |
| 2.º  | Gyirmót                                       |

## Información de los equipos
| Club               | Ciudad                 | Estadio                    | Capacidad |
| ------------------ | ---------------------- | -------------------------- | --------- |
| Debreceni VSC      | Debrecen               | Nagyerdei Stadion          | 20,340    |
| Fehérvár FC        | Székesfehérvár         | MOL Aréna Sóstó            | 14,144    |
| Ferencvárosi TC    | Budapest (Ferencváros) | Groupama Aréna             | 22,043    |
| Gyirmót FC         | Győr                   | Ménfői úti Stadion         | 4,500     |
| Budapest Honvéd FC | Budapest (Kispest)     | Bozsik Aréna               | 8,000     |
| Kisvárda FC        | Kisvárda               | Várkerti Stadion           | 2,993     |
| Mezőkövesdi SE     | Mezőkövesd             | Mezőkövesdi Városi Stadion | 4,183     |
| MTK Budapest FC    | Budapest               | Hidegkuti Nándor Stadion   | 5,014     |
| Puskás Akadémia FC | Felcsút                | Pancho Aréna               | 3,816     |
| Paksi FC           | Paks                   | Fehérvári úti Stadion      | 6,150     |
| Újpest FC          | Budapest (Újpest)      | Szusza Ferenc Stadion      | 12,670    |
| Zalaegerszegi TE   | Zalaegerszeg           | ZTE Aréna                  | 11,200    |

## Clasificación
| Pos. | Equipo          | Pts. | PJ | G  | E  | P  | GF | GC | Dif. | Clasificación o descenso                                          |
| ---- | --------------- | ---- | -- | -- | -- | -- | -- | -- | ---- | ----------------------------------------------------------------- |
| 1    | Ferencváros (C) | 71   | 33 | 22 | 5  | 6  | 60 | 31 | +29  | Primera fase clasificatoria de la Liga de Campeones 2022-23       |
| 2    | Kisvárda        | 59   | 33 | 16 | 11 | 6  | 50 | 34 | +16  | Segunda fase clasificatoria de la Liga Europa Conferencia 2022-23 |
| 3    | Puskás Akadémia | 54   | 33 | 14 | 12 | 7  | 43 | 34 | +9   | Segunda fase clasificatoria de la Liga Europa Conferencia 2022-23 |
| 4    | Fehérvár        | 48   | 33 | 13 | 9  | 11 | 48 | 43 | +5   | Segunda fase clasificatoria de la Liga Europa Conferencia 2022-23 |
| 5    | Újpest          | 44   | 33 | 12 | 8  | 13 | 50 | 48 | +2   |                                                                   |
| 6    | Paks            | 43   | 33 | 12 | 7  | 14 | 75 | 63 | +12  |                                                                   |
| 7    | Debrecen        | 39   | 33 | 10 | 9  | 14 | 45 | 52 | −7   |                                                                   |
| 8    | Zalaegerszeg    | 39   | 33 | 10 | 9  | 14 | 44 | 58 | −14  |                                                                   |
| 9    | Honvéd          | 38   | 33 | 10 | 8  | 15 | 48 | 51 | −3   |                                                                   |
| 10   | Mezőkövesd      | 38   | 33 | 10 | 8  | 15 | 37 | 49 | −12  |                                                                   |
| 11   | MTK Budapest    | 36   | 33 | 9  | 9  | 15 | 28 | 50 | −22  | Descenso a Nemzeti Bajnokság II                                   |
| 12   | Gyirmót         | 32   | 33 | 7  | 11 | 15 | 34 | 49 | −15  | Descenso a Nemzeti Bajnokság II                                   |

 Fuente: Hungarian Football Federation (en húngaro), Soccerway
Criterios de clasificación: 1) Puntos; 2) Partidos ganados; 3) Diferencia de gol; 4) Goles marcados; 5) Puntos entre ellos; 6) Diferencia de gol entre ellos; 7) Sorteo.

## Resultados
| Local \ Visitante | DEB | FEH | FER | GYI | HON | KIS | MEZ | MTK | PAK | PUS | UJP | ZAL |
| ----------------- | --- | --- | --- | --- | --- | --- | --- | --- | --- | --- | --- | --- |
| Debrecen          | —   | 1–1 | 2–0 | 5–0 | 5–3 | 0–0 | 1–4 | 1–0 | 1–1 | 0–3 | 2–2 | 1–2 |
| Fehérvár          | 1–2 | —   | 0–1 | 3–2 | 2–1 | 2–1 | 1–0 | 2–1 | 2–1 | 0–0 | 1–2 | 3–0 |
| Ferencváros       | 4–2 | 3–0 | —   | 1–1 | 1–0 | 1–2 | 4–1 | 0–0 | 0–3 | 1–1 | 3–1 | 1–2 |
| Gyirmót           | 0–0 | 1–1 | 0–2 | —   | 2–4 | 1–1 | 0–1 | 1–1 | 2–1 | 0–1 | 1–0 | 0–1 |
| Honvéd            | 1–4 | 3–1 | 0–1 | 0–1 | —   | 2–1 | 2–3 | 3–0 | 3–1 | 0–0 | 1–2 | 2–2 |
| Kisvárda          | 2–1 | 2–1 | 0–4 | 2–1 | 3–2 | —   | 2–0 | 5–0 | 3–3 | 1–1 | 0–0 | 5–0 |
| Mezőkövesd        | 1–0 | 2–2 | 0–3 | 0–0 | 0–0 | 0–2 | —   | 1–1 | 2–1 | 1–2 | 2–2 | 3–2 |
| MTK               | 1–1 | 0–2 | 0–0 | 0–3 | 1–0 | 1–2 | 1–0 | —   | 1–4 | 0–1 | 2–1 | 0–2 |
| Paks              | 3–3 | 3–2 | 1–3 | 2–3 | 2–3 | 2–2 | 2–3 | 3–2 | —   | 4–1 | 2–1 | 3–2 |
| Puskás Akadémia   | 0–2 | 1–0 | 1–0 | 3–0 | 3–1 | 0–1 | 2–0 | 1–2 | 1–6 | —   | 2–1 | 1–1 |
| Újpest            | 3–1 | 1–0 | 0–1 | 1–3 | 1–1 | 0–0 | 3–1 | 1–2 | 4–3 | 1–2 | —   | 2–2 |
| Zalaegerszeg      | 2–1 | 1–1 | 1–3 | 2–1 | 1–3 | 0–0 | 1–1 | 2–0 | 2–5 | 1–3 | 2–0 | —   |

| Local \ Visitante | DEB | FEH | FER | GYI | HON | KIS | MEZ | MTK | PAK | PUS | UJP | ZAL |
| ----------------- | --- | --- | --- | --- | --- | --- | --- | --- | --- | --- | --- | --- |
| Debrecen          | —   | 0–3 | —   | 3–1 | —   | —   | —   | —   | —   | 1–1 | 1–2 | 0–0 |
| Fehérvár          | —   | —   | 0–2 | —   | 2–0 | 5–3 | —   | —   | 2–2 | 2–2 | —   | —   |
| Ferencváros       | 3–0 | —   | —   | —   | —   | 2–1 | 1–0 | 0–3 | —   | —   | 2–1 | 5–3 |
| Gyirmót           | —   | 0–2 | 1–2 | —   | 1–1 | —   | —   | 1–1 | 3–3 | 1–1 | —   | —   |
| Honvéd            | 4–2 | —   | 1–2 | —   | —   | 1–1 | 0–0 | —   | 1–1 | —   | —   | —   |
| Kisvárda          | 1–0 | —   | —   | 1–0 | —   | —   | 1–2 | —   | —   | —   | 2–1 | 2–1 |
| Mezőkövesd        | 0–1 | 1–2 | —   | 1–0 | —   | —   | —   | —   | —   | —   | 2–3 | 0–0 |
| MTK               | 3–0 | 1–1 | —   | —   | 1–0 | 0–0 | 0–4 | —   | —   | 0–0 | —   | —   |
| Paks              | 0–1 | —   | 1–2 | —   | —   | 0–1 | 4–0 | 4–0 | —   | —   | 1–3 | —   |
| Puskás Akadémia   | —   | —   | 2–2 | —   | 1–2 | 0–0 | 3–1 | —   | 2–0 | —   | —   | —   |
| Újpest            | —   | 1–1 | —   | 2–2 | 0–2 | —   | —   | 2–0 | —   | 2–1 | —   | 4–0 |
| Zalaegerszeg      | —   | 2–0 | —   | 0–1 | 3–1 | —   | —   | 2–3 | 2–3 | 0–0 | —   | —   |

## Goleadores
| Pos. | Jugador         | Club         | Goles |
| ---- | --------------- | ------------ | ----- |
| 1    | Martin Ádám     | Paks         | 31    |
| 2    | Kenan Kodro     | Fehérvár     | 15    |
| 2    | Nenad Lukić     | Honvéd       | 15    |
| 4    | Ryan Mmaee      | Ferencváros  | 13    |
| 4    | Barnabás Varga  | Gyirmót      | 13    |
| 4    | Budu Zivzivadze | Újpest       | 13    |
| 7    | Claudiu Bumba   | Kisvárda     | 11    |
| 7    | Marin Jurina    | Mezőkövesd   | 11    |
| 7    | Márk Koszta     | Zalaegerszeg | 11    |
| 10   | Nemanja Nikolić | Fehérvár     | 10    |
| 10   | Roland Ugrai    | Debrecen     | 10    |